# Eckernförde

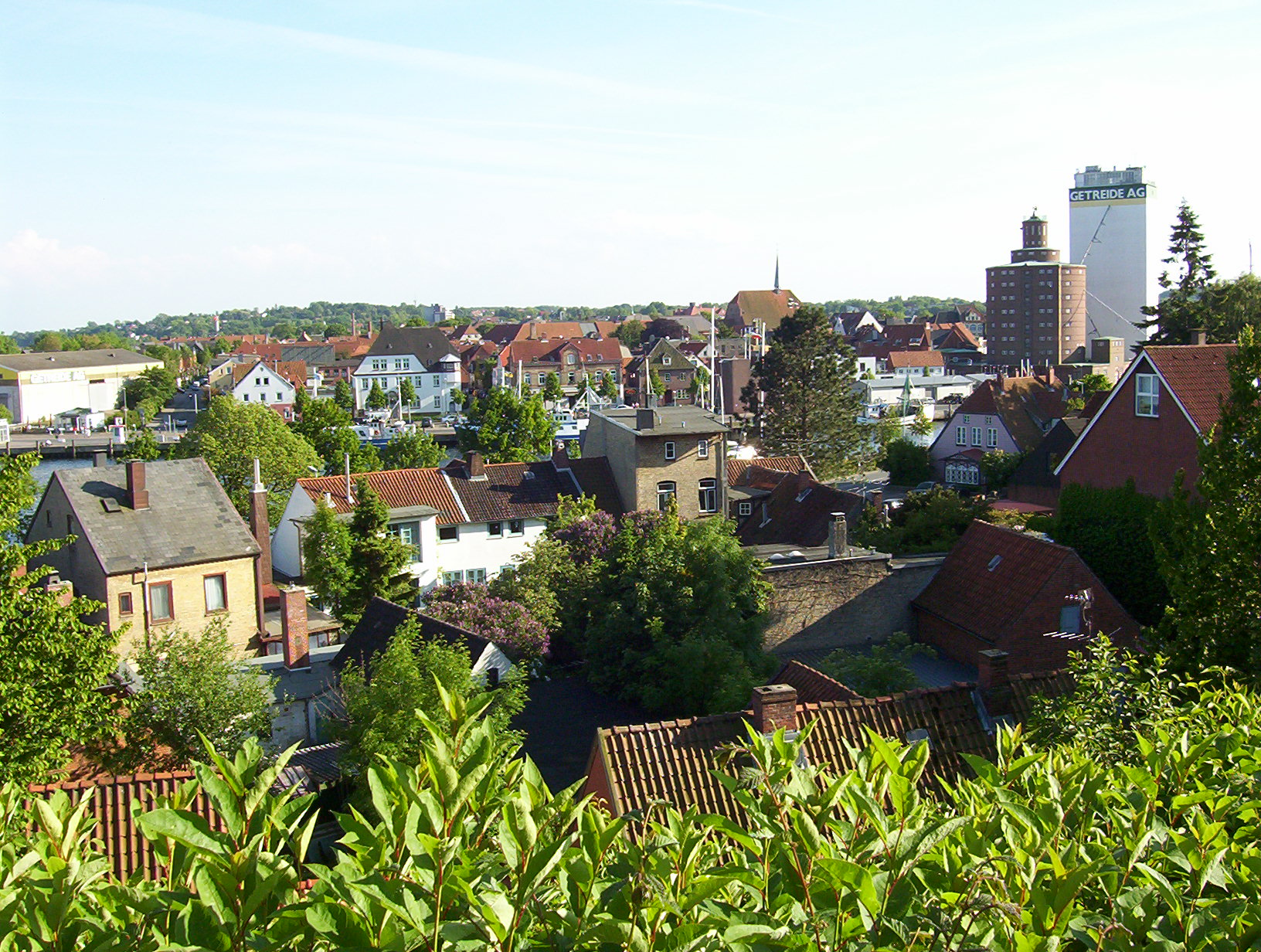

Eckernförde (tiếng Đan Mạch: Egernførde, còn gọi là Egernfjord, Low German: Eckernför, còn gọi là Eckernföör) là một đô thị thuộc huyện Rendsburg-Eckernförde, bang Schleswig-Holstein. Dân số khoảng 23.000 người.
Tất cả 14 chiếc tàu ngầm của Đức đều neo ở Eckernförde.
Eckernförde là một điểm du lịch ưa thích ở miền bắc nước Đức.

## Thành phố kết nghĩa
- Macclesfield, Anh, Anh quốc (từ năm 1953)
- Hässleholm, Scania, Thụy Điển (từ năm 1958)
- Tanga, Tanzania (từ năm 1963)
- Nakskov, Region Sjælland, Đan Mạch (từ năm 1969)
- Brzeg, Opole Voivodeship, Ba Lan (từ năm 1989)
- Bützow, Mecklenburg-Western Pomerania, Đức (từ năm 1990)